# O Grande Palhaço
O Grande Palhaço é um filme brasileiro de 1980, com direção de William Cobbett.

## Elenco[1]
- Angelina Muniz ... Trapezista Irma
- Maria Zilda Bethlem… Maria Zilda
- Maria Pompeu ... Cigana
- Maneco Bueno
- Antonio Carnera
- Emmanuel Cavalcanti
- André Cobbett… filho do palhaço
- Renato Coutinho
- Tony Ferreira
- Marcos Palmeira
- Luiz Armando Queiroz
- Fernando Reski
- Nei Sroulevich
- Eduardo Tornaghi
- Gilda Valença
- Betina Vianny ... Suburbana
- Bibi Vianny
- Fred Villar